# Justus Friedrich Wilhelm Zachariae
Justus Friedrich Wilhelm Zachariae (1726-1777) est un écrivain, traducteur, éditeur et compositeur allemand.

## Biographie
Il est professeur de poésie au collège Carolin de Brunswick, et a laissé des Contes et des Fables.
Il a notamment traduit en allemand Le Paradis perdu de John Milton et Les Hommes volants ou les Aventures de Pierre Wilkins de Robert Paltock sous le titre "Die Fliegenden Menschen oder Wunderbare Begebenheiten Peter Wilkins" (1767).

## Source
Marie-Nicolas Bouillet  et Alexis Chassang (dir.), « Justin Frédéric Guillaume Zacharie » dans Dictionnaire universel d’histoire et de géographie, 1878 (lire sur Wikisource)